# Пембрукшир
Пе́мбрукшир (англ. Pembrokeshire) — область у складі Уельсу. Розташована на півдні країни. Адміністративний центр — Гейверфордвест.

## Найбільші міста
Міста з населенням понад 4 тисячі осіб:
| № | Місто          | Населення, осіб (2001 ) |
| - | -------------- | ----------------------- |
| 1 | Гейверфордвест | 13 367                  |
| 2 | Мілфорд-Гейвен | 12 830                  |
| 3 | Пембрук-Док    | 8 676                   |
| 4 | Пембрук        | 7 214                   |
| 5 | Тенбі          | 4 934                   |